# Searsioides multispinus
Searsioides multispinus är en fiskart som beskrevs av Sazonov, 1977. Searsioides multispinus ingår i släktet Searsioides och familjen Platytroctidae. Inga underarter finns listade i Catalogue of Life.